# Anton Friedrich von Lützelburg
Anton Friedrich von Lützelburg († 21. August 1662 in Oberkirch (Baden)) war ein württembergischer Verwaltungsbeamter.

## Leben
Lützelburg war von 1630 bis 1633 Oberamtmann in Oberkirch, das von 1604 bis 1634 und 1649 bis 1665 an das Herzogtum Württemberg verpfändet war. 1642 wurde er Kämmerer. Von 1643 bis 1647 war er Obristleutnant und Haushofmeister, von 1647 bis 1652 Hofmarschall und von 1652 bis 1655 wieder Oberamtmann in Oberkirch.
Sein Sohn Ernst Friedrich von Lützelburg war Burgvogt in Stuttgart und von 1686 bis 1722 Obervogt in Lauffen am Neckar.